# Gurmail Singh
Gurmail Singh   (Khusropur, 10 de desembre de 1959) és un jugador d'hoquei sobre herba indi, ja retirat, que va competir durant les dècades de 1970 i 1980.
El 1980 va prendre part en els Jocs Olímpics d'Estiu de Moscou, on guanyà la medalla d'or en la competició d'hoquei sobre herba. En el seu palmarès també destaquen dues medalles de plata als Jocs Asiàtics de 1982.